# Rumex acetosa

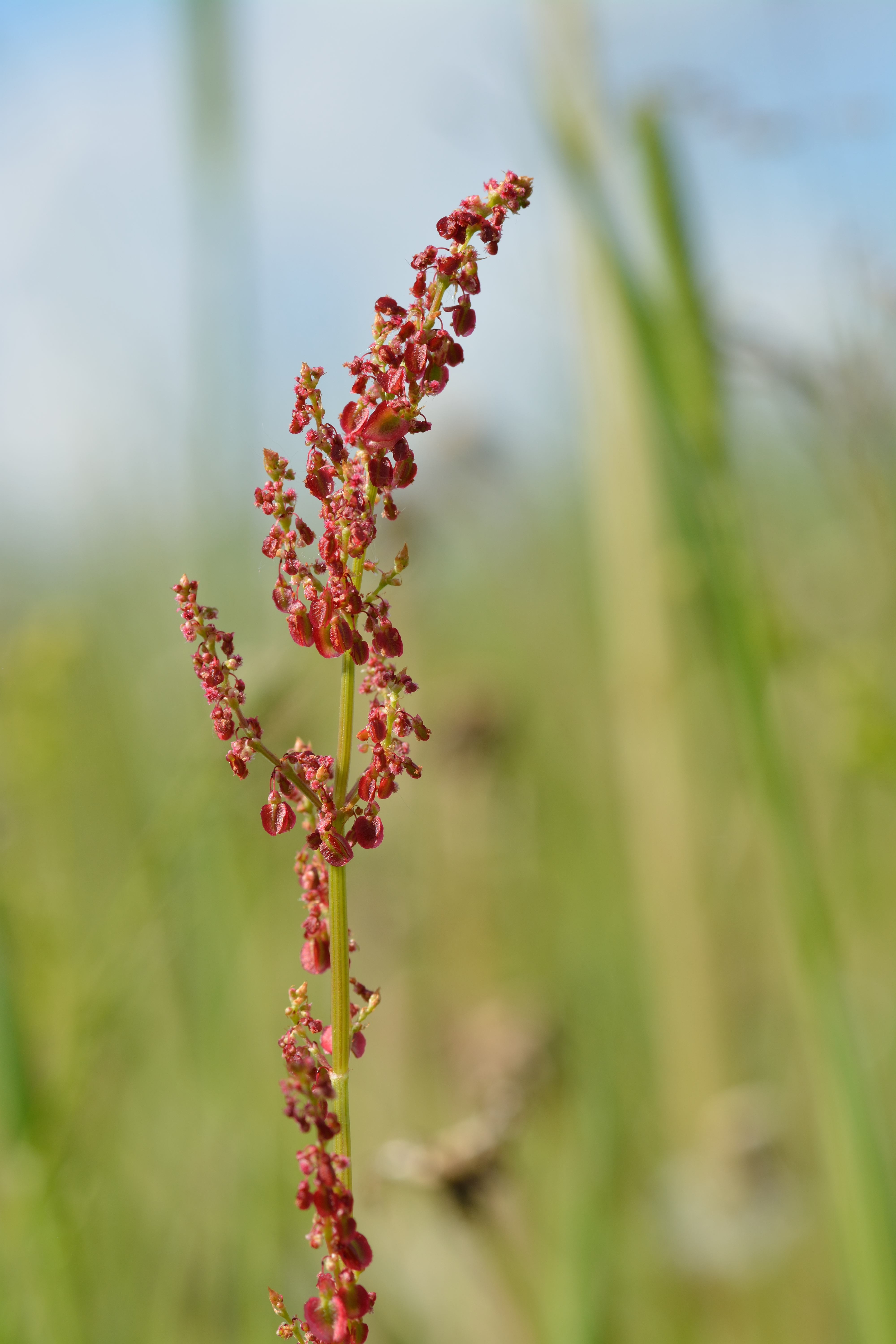

A Rumex acetosa, comumente conhecida como azedinha, é uma planta do género Rumex que cresce no Norte da Península Ibérica.. Quanto à sua tipologia fisionómica, trata-se de uma planta hemicriptófita.
A azedinha é uma planta alimentícia não convencional (PANC), comumente consumida pelos gregos, romanos e egípcios e comercializada em alguns mercados europeus. Atualmente, ela é consumida no Brasil e cultivada por pequenos produtores e em hortas domésticas, em locais onde o clima é ameno. O seu nome popular provém do seu sabor ácido, graças a ele, a azedinha pode substituir o limão em algumas preparações de saladas, característica que confere a ela o popular nome de “salada pronta”.

## Nome científico

### Etimologia
Quanto ao nome científico desta espécie:
- O nome genérico, Rumex, provém do latim rŭmex, rumǐcis, já registado por Plínio, o Velho[7][8]:

quod... appellant, nostri vero rumicem, alii lapathum canterinum—  A que nós [os latinos] chamamos rumex e outros [povos itálicos] lapathum canterinum) («Naturalis Historia», livro XX, cap. 85)
- O epíteto específico, acetosa, também provém do latim e significa "de folhas ácidas".[9]

## Nomes comuns
Além de azedinha, dá ainda pelos seguintes nomes comuns: azeda-brava, erva-vinagreira ou vinagreira (não confundir com as espécies Phytolacca americana e Hibiscus sabdariffa, que consigo partilham este nome comum).

## Cultivo
É uma planta fácil de cultivar, flora de Maio a Setembro e pode colher-se entre os meses de Abril e Junho.

## Usos
Graças ao seu sabor peculiar, usa-se como condimento na elaboração de vários pratos, cozida ou em saladas. A sopa de azedas é um prato popular em vários países europeus. Apresenta efeitos diuréticos. Devido ao elevado conteúdo de Vitamina C considera-se antiescorbútica.

### Uso histórico
Com base no expendido por Plínio, o Velho, na sua obra «Naturalis Historia», no livro XX, no capítulo LXXXV, dedicado especificamente a esta planta, ficamos a saber que os romanos antigos usavam esta planta para confeccionar teríagas contra a aguilhoada de escorpiões. Na mesma época, confeccionava-se um decocto da raiz da azeda, demolhada em vinagre, que era usado como elixir para tratar da icterícia. A semente, por seu turno, era usada em preparados destinados a acalmar as maleitas do estômago.
Quando misturada com banha era usada para fazer um unguento usado para ajudar a sarar as escaras da escrófula.

## Propriedades
A acidez da azeda deve-se ao bioxalato de potassa (5 a 9%), popularmente designado de sal-de-azedas, que é além de ser um dos principais responsáveis pelas suas qualidades medicinais, também é uma substância usada na confecção de preparados anti-nódoas. Contém vitamina C (80 mg/100 g), quercitrina, vitexina e derivados antraquinónicos como a emodina e taninos. Outro componente de interesse é o resveratrol.

## Benefícios na dieta
Traz teores expressivos de potássio, magnésio e ferro. Por exemplo, verificaram que o teor de ferro e potássio da azedinha ultrapassam os teores encontrados em hortaliças tradicionais como a couve e o espinafre.

## Contrapontos do seu uso na dieta
Rica em ácido oxálico, a azedinha deve ser consumida com moderação, sobretudo para grupos específicos de indivíduos com problemas renais, reumatismo ou gota.

## Características
Planta de caule erecto, simples e estriado, que pode chegar a atingir até um metro de altura, distinguindo-se pela coloração avermelhada da base. As raízes são perenes, um pouco lenhosas e arraigam-se profundamente em solos húmidos.
As folhas são lanceoladas, carnosas e comestíveis, se bem que com um sabor acre, como o nome da planta já indica. As folhas inferiores estão seguras por um pecíolo fino que se vai estreitando e diminuindo, até desaparecer, à medida que se passa para as folhas superiores. As flores são dióicas e figuram na parte superior do talo, formando ramalhetes de flores de cor avermelhada, que ao amadurecer se tornam purpúreas. A cepa, da qual brotam copiosas raízes sinuosoas, é pouco tuberosa. A planta tem dois sexos: macho e fêmea.
As sementes maduras são reluzentes e castanhas.

## Distribuição
A azeda encontra-se distribuída naturalmente pela Europa, mormente na orla Mediterrânica; na Ásia não tropical; no Norte de África e na Austrália. No Norte do continente americano figura como uma espécie neófita. Atualmente, ela é consumida no Brasil e cultivada por pequenos produtores e em hortas domésticas, em locais onde o clima é ameno.

### Portugal
Trata-se de uma espécie presente no território português, nomeadamente em Portugal Continental, mais concretamente, em todas as zonas do país, salvo o Sudeste meridional, o Sudoeste setentrional, o Sudoeste montanhoso e todas as zonas do Algarve, desde Barrocal algarvio ao sotavento.
Em termos de naturalidade é nativa da região atrás indicada.

## Ecologia
Privilegia os bosques húmidos e as zonas sombrias perto de cursos de água. Sendo certo que é capaz de prosperar tanto em solos secos como húmidos, prefere os solos ácidos (pH inferior a 7), ricos em ferro e com níveis moderados de fósforo.

## Taxonomia
A Rumex acetosa foi descrita por Carlos Lineu e mencionada na obra Species Plantarum 1: 337-338. 1753. 

### Variedades
- Rumex acetosa subsp. acetosa L.
- Rumex acetosa subsp. alpestris (Jacq.) A.Löve
- Rumex acetosa subsp. ambiguus (Gren.) A.Love
- Rumex acetosa subsp. arifolius (All.) Blytt & O.Dahl
- Rumex acetosa subsp. lapponicus Hiitonen
- Rumex acetosa subsp. pseudoxyria Tolm.
- Rumex acetosa subsp. thyrsiflorus (Fingerh.) Hayek[25]

### Sinonímia
- Acetosa pratensis Mill.
- Lapathum acetosa (L.) Scop.
- Lapathum pratense Lam.
- Rumex acetosa subsp. biformis (Lange) Castrov. & Valdés Berm.
- Rumex acetosa subsp. planellae (Pau & Merino) Muñoz Garm. & Pedrol
- Rumex acetosa var. pratensis (Mill.) Wallr.
- Rumex biformis Lange
- Rumex ceretanicus Sennen
- Rumex hastifolius Sennen
- Rumex intermedius var. incanus Merino
- Rumex intermedius var. pilosus Merino
- Rumex intermedius var. platyphyllos Sennen & Pau
- Rumex planellae Pau & Merino in Merino
- Rumex platyphyllos (Sennen & Pau) Sennen
- Rumex pratensis Dulac
- Rumex rechingeri Sennen
- Rumex salae Sennen[26]